# Lomandra hystrix
Lomandra hystrix là một loài thực vật có hoa trong họ Măng tây. Loài này được (R.Br.) L.R.Fraser & Vickery mô tả khoa học đầu tiên năm 1937.

## Hình ảnh

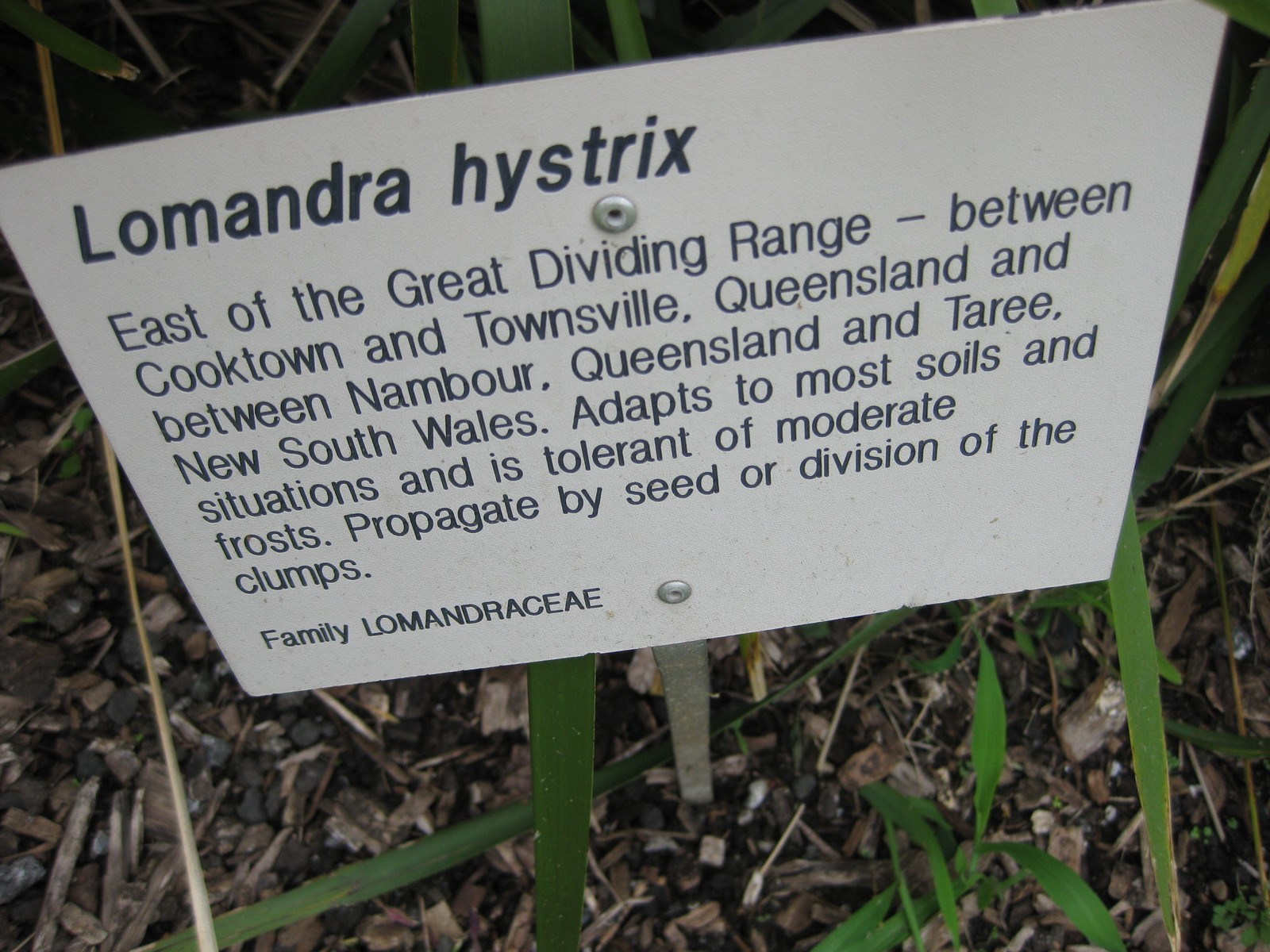
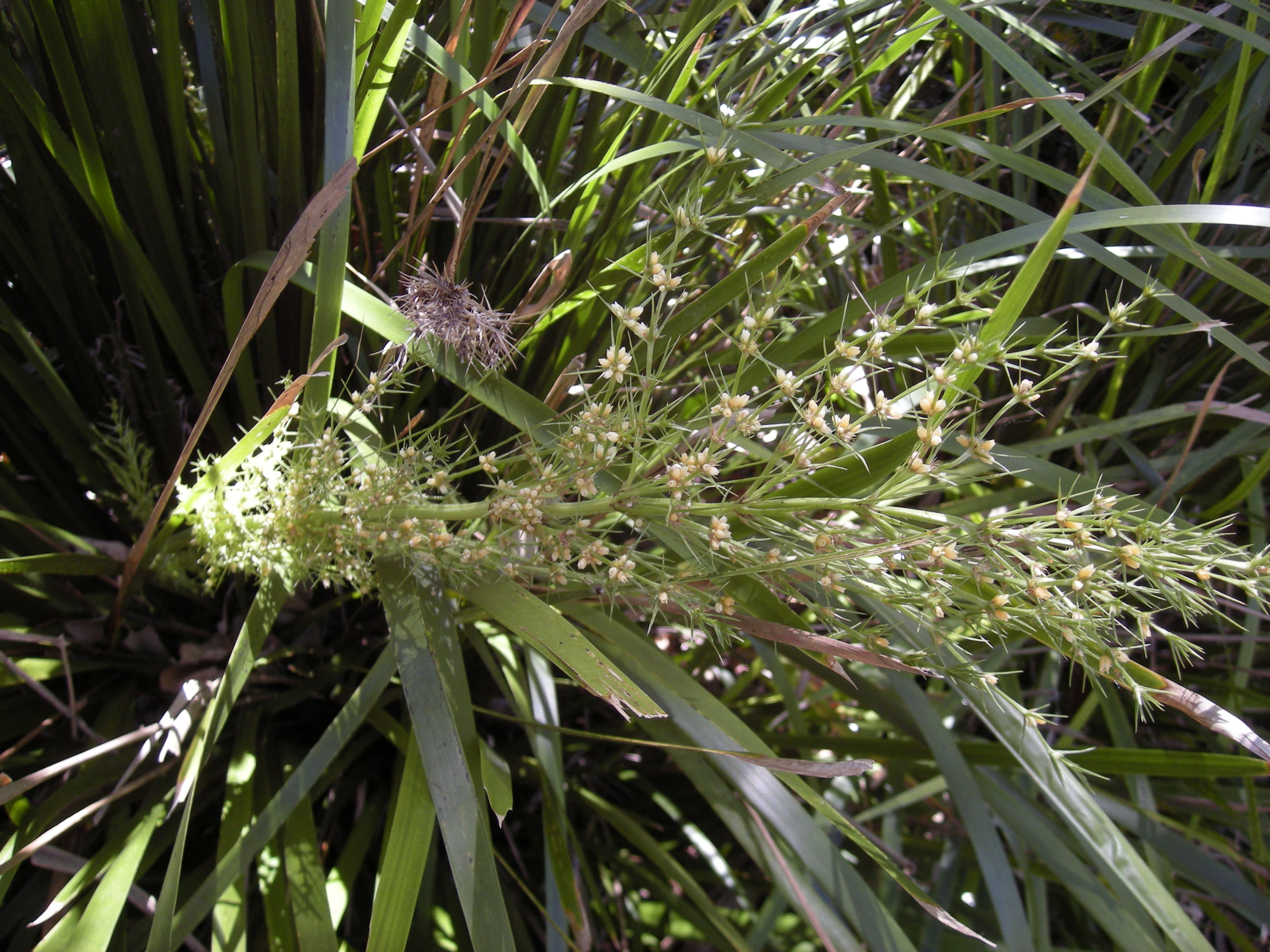
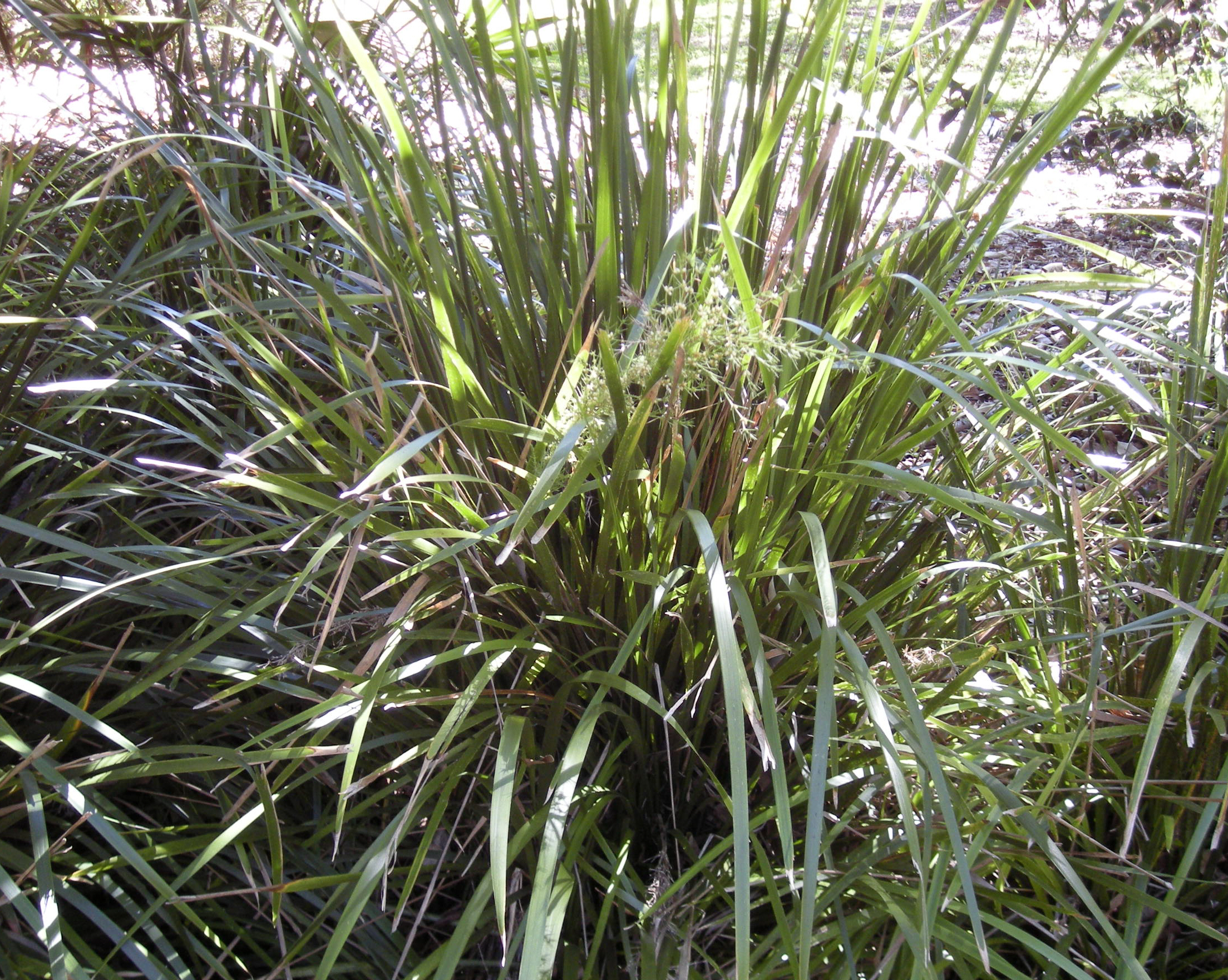